# Andrena hondoica
Andrena hondoica là một loài Hymenoptera trong họ Andrenidae. Loài này được Hirashima mô tả khoa học năm 1962.